# چشنگکی
چشنگکی (به لهستانی:  Cześniki) یک روستا در لهستان است که در گمینا شتنو واقع شده‌است. چشنگکی ۱٬۴۶۰ نفر جمعیت دارد.